# Little River-Academy
Little River-Academy es una ciudad ubicada en el condado de Bell en el estado estadounidense de Texas. En el Censo de 2010 tenía una población de 1.961 habitantes y una densidad poblacional de 277,75 personas por km².

## Geografía
Little River-Academy se encuentra ubicada en las coordenadas 30°59′23″N 97°20′49″O / 30.98972, -97.34694. Según la Oficina del Censo de los Estados Unidos, Little River-Academy tiene una superficie total de 7.06 km², de la cual 7.04 km² corresponden a tierra firme y (0.22%) 0.02 km² es agua.

## Demografía
Según el censo de 2010, había 1.961 personas residiendo en Little River-Academy. La densidad de población era de 277,75 hab./km². De los 1.961 habitantes, Little River-Academy estaba compuesto por el 88.48% blancos, el 1.43% eran afroamericanos, el 0.41% eran amerindios, el 0.46% eran asiáticos, el 0% eran isleños del Pacífico, el 7.24% eran de otras razas y el 1.99% pertenecían a dos o más razas. Del total de la población el 18% eran hispanos o latinos de cualquier raza.